# Gefle Idrottsförening
Il Gefle Idrottsförening, meglio noto come Gefle IF o semplicemente Gefle, è una società calcistica svedese con sede nella città di Gävle. Dal 2005 al 2016 ha militato ininterrottamente in Allsvenskan.

## Storia
Fondato il 5 dicembre 1882, il club, uno dei più antichi del paese, porta l'antico nome che la città di Gävle ha utilizzato dal 1500 fino ai primi anni del 1900. La denominazione originale era Gefle SK, ma già dopo qualche mese si scelse di adottare la forma attuale.
Inizialmente la polisportiva trattò prevalentemente sport invernali, l'unica attività estiva era infatti il canottaggio.
Nel 1896 iniziarono le prime sessioni calcistiche di allenamento sotto la guida dell'inglese Robert Carrick, il quale ritornò in Inghilterra dopo alcuni anni da studente. A cavallo tra il XIX e il XX secolo il Gefle ha guadagnato risultati importanti, come la conquista per tre volte di una delle coppe nazionali più importanti dell'epoca, la Rosenska Pokalen. A causa dei costi eccessivi, in quegli anni il Gefle rinunciò a partecipare alla Svenska Mästerskapet che al tempo assegnava il titolo di campione di Svezia.
Nel 1910 prese il via la nuova competizione Svenska Serien, ma il Gefle non fu incluso. Nella stagione 1912-1913 la squadra partecipò al secondo campionato nazionale, ma chiuse all'ultimo posto del suo raggruppamento.
Nel corso del XX secolo, il Gefle ha giocato prevalentemente tra la seconda e la terza serie nazionale, con poche eccezioni. Una di queste risale agli anni '30: l'esordio in Allsvenskan fu nel 1933-1934 con il Gefle che si salvò solo grazie all'esclusione del Malmö FF, retrocesso d'ufficio per aver pagato i propri giocatori, violando il regolamento amatoriale dell'epoca. La retrocessione arrivò comunque al termine del campionato successivo, chiuso all'ultimo posto. L'altra eccezione si è verificata tra il 1983 e il 1984, con due partecipazioni alla massima serie.
Nel frattempo tra il 1979 e il 1981 la squadra ha giocato con la denominazione di Gefle IF/Brynäs, a seguito della fusione tra le due società. Tuttavia quest'unione fu sciolta già nel 1982, quando entrambi i club tornarono ad avere la propria denominazione originale.
Nel 2004 il Gefle chiuse il campionato di Superettan al 2º posto, conquistando la promozione. Due mesi più tardi morì di cancro l'allenatore di quella squadra, Kenneth Rosén. Il ritorno del Gefle in Allsvenskan (a 21 anni dall'ultima apparizione) vide la presenza in panchina di Per "Pelle" Olsson, che rimase alla guida del club per i successivi 9 anni, conseguendo altrettante salvezze. Inoltre il Gefle disputò la finale della Coppa di Svezia 2006, persa 0-2 contro l'Helsingborg.
Grazie al UEFA Fair Play ranking, il Gefle ha potuto partecipare anche alle coppe europee. Nella Coppa UEFA 2006-2007 la squadra è uscita al primo turno contro i gallesi del Llanelli. Nell'Europa League 2010-2011 eliminò i faroesi del NSÍ Runavík ma uscì al secondo turno per mano della Dinamo Tbilisi. Nell'Europa League 2013-2014 superò il primo turno contro gli estoni del Narva Trans, poi al secondo turno fu protagonista di una formidabile rimonta, cancellando la sconfitta per 0-3 a Cipro contro l'Anorthosis con la vittoria per 4-0 in Svezia. Al terzo turno arrivò l'eliminazione da parte degli azeri del Qarabağ. Visto che lo Strömvallen non rispecchiava gli standard UEFA, i match europei casalinghi si disputarono al Råsunda di Solna (2006-2007 e 2010-2011) o alla Norrporten Arena di Sundsvall (2013-2014).
Nel 2015, tra il mese di aprile e quello di maggio, la squadra ha traslocato dal vecchio Strömvallen al moderno Gavlevallen, nuovo stadio con una capacità di 6.500 posti. Il penultimo posto nell'Allsvenskan 2016 ha costretto la squadra alla retrocessione dopo i 12 anni consecutivi trascorsi in Allsvenskan (dal 2005 al 2016).

## Palmarès

### Competizioni nazionali
- Svenska Fotbollspokalen: 3

1899, 1900, 1902
- Ettan: 1

2022
- Division 2: 1

2000

### Altri piazzamenti
- Coppa di Svezia:

Finalista: 2006
Semifinalista: 1996-1997
- Superettan:

Promozione: 2004
- Division 1:

Finalista play-off: 1995
- UEFA Fair Play ranking: 3

2005-2006, 2009-2010, 2012-2013

## Statistiche

### Statistiche nelle competizioni UEFA
Tabella aggiornata alla fine della stagione 2017-2018.
| Competizione                  | Partecipazioni | G  | V | N | P | RF | RS |
| ----------------------------- | -------------- | -- | - | - | - | -- | -- |
| Coppa UEFA/UEFA Europa League | 3              | 12 | 5 | 1 | 6 | 19 | 14 |

## Organico

### Rosa
aggiornata al 31 marzo 2016
| N. |                      | Ruolo | Calciatore                    |
| -- | -------------------- | ----- | ----------------------------- |
| 1  | Svezia (bandiera)    | P     | Emil Hedvall                  |
| 2  | Francia (bandiera)   | D     | Joshua Nadeau                 |
| 3  | Norvegia (bandiera)  | D     | Simen Rafn                    |
| 4  | Svezia (bandiera)    | D     | Anton Lans                    |
| 5  | Svezia (bandiera)    | D     | Jacob Ericsson                |
| 6  | Svezia (bandiera)    | D     | Jesper Florén                 |
| 7  | Svezia (bandiera)    | C     | Robin Nilsson (vice capitano) |
| 8  | Finlandia (bandiera) | C     | Simon Skrabb                  |
| 9  | Svezia (bandiera)    | A     | Johan Oremo                   |
| 10 | Liberia (bandiera)   | A     | Dioh Williams                 |
| 12 | Svezia (bandiera)    | C     | Anders Bååth (capitano)       |

| N. |                      | Ruolo | Calciatore          |
| -- | -------------------- | ----- | ------------------- |
| 13 | Svezia (bandiera)    | C     | Johan Bertilsson    |
| 14 | Finlandia (bandiera) | D     | Jens Portin         |
| 15 | Svezia (bandiera)    | A     | Jacob Hjelte        |
| 17 | Svezia (bandiera)    | C     | Jonas Lantto        |
| 18 | Svezia (bandiera)    | C     | Tshutshu Tshakasua  |
| 19 | Ghana (bandiera)     | A     | Abdul-Basit Adam    |
| 20 | Svezia (bandiera)    | A     | Emil Bellander      |
| 21 | Ghana (bandiera)     | C     | Kwame Bonsu         |
| 25 | Svezia (bandiera)    | P     | Andreas Andersson   |
| 29 | Danimarca (bandiera) | D     | Martin Rauschenberg |